# 岳陽丸
岳陽丸（がくようまる）は日本郵船、日清汽船の貨客船。
文中、トン数表示のみの船舶は日清汽船の船舶である。

## 船歴
1903年、日本郵船はイギリスのマクベイン社から上海・漢口航路を船などと共に買収して長江航路に参入。同航路用として3隻の浅喫水型旅客船を計画した。三菱重工業と川崎重工業にそれぞれ見積りを提出させた結果、川崎造船所のほうが価格低廉かつ短工期であるため同所に発注を決定した。そのうちの一隻目が「岳陽丸」である。
1906年12月25日に進水し、1907年2月15日に竣工。同年3月の日清汽船創設に伴い、「岳陽丸」以下3隻は日清汽船に現物出資された。この際、「岳陽丸」はローマ字表記を「Gakuyo Maru」から「Yoh Yang Maru」に変更している。
1926年7月に国民革命軍が揚子江に進出して以降、艦船への射撃事件が続発し、9月9日に「岳陽丸」は漢口下流付近で射撃された。
1937年8月7日、支那事変勃発に伴い漢口からの居留民引き揚げが実施された。その後、残っていた者も引き揚げることとなり、7日に漢口に入港してから同地で待機していた「岳陽丸」は11日に「岳陽丸」は松平以下52名を乗せて南京へ向かった。南京でさらに各地の領事館員などを乗せ、12日19時に上海へ向け出発したが、13日3時に中国艦「海容」に停船させられ、航行危険のため引き返すよう言われたため南京に引き返した。「岳陽丸」は南京で待機していた「大貞丸」（2,780トン）とともに立ち往生することとなったが、中国側との交渉の結果、両船の船長などや「岳陽丸」に収容されていた者は15日に鉄道で青島へ向かい、残された「岳陽丸」と「大貞丸」は中国軍に拿捕された。
その後「大貞丸」は残骸が発見されて日本の手により浮揚修理されるが、「岳陽丸」はそのまま中華民国船となり、「江華」と改名されて国営招商局の手により運航された。
第二次世界大戦後の1949年、「江華」はChina People's Steam Nav. Co.に移籍し、「江漢」と改名されて引き続き使用され、1960年頃に廃船となった。